# Live in San Francisco (Joe Satriani)
Live in San Francisco è il dodicesimo album di Joe Satriani, registrato dal vivo nel 2001.

## Tracce

### Disco uno
1. Time - 8:10
2. Devil's Slide - 4:44
3. The Crush of Love - 5:04
4. Satch Boogie - 5:28
5. Borg Sex - 5:28
6. Flying in a Blue Dream - 6:41
7. Ice 9 - 4:54
8. Cool #9 - 6:16
9. Circles - 4:20
10. Until We Say Goodbye - 5:36
11. Ceremony - 5:57
12. The Extremist - 3:39
13. Summer Song - 8:45

### Disco due
1. House Full of Bullets - 6:55
2. One Big Rush - 4:06
3. Raspberry Jam Delta-v - 6:53
4. Crystal Planet - 6:02
5. Love Things - 3:48
6. Bass Solo - 6:28
7. The Mystical Potato Head Groove Thing - 6:24
8. Always with Me, Always with You - 3:50
9. Big Bad Moon - 6:32
10. Friends - 4:07
11. Surfing with the Alien - 9:17
12. Rubina - 8:08

## Formazione
- Joe Satriani - chitarra
- Jeff Campitelli - percussioni, batteria
- Stuart Hamm - basso
- Eric Caudieux - tastiere, chitarra ritmica